# 알리레자 베이란반드
알리레자 사파르 베이란반드(페르시아어: علیرضا صفر بیرانوند, 쿠르드어: عەلیڕزا بەیرانوەند, Alireza Safar Beiranvand, 1992년 8월 1일 ~ )는 이란의 축구 선수로 현재 페르시안 걸프 프로리그의 페르세폴리스에서 골키퍼로 뛰고 있으며 2014년부터 이란 축구 국가대표팀에서도 뛰고 있다.

## 초창기
1992년 8월 1일 이란 로레스탄주의 작은 마을 사라브 야스에서 태어나 유목민 가정에서 자랐으며 10대였을 당시 한동안 집이 없는 노숙자 신세로 지내다가 프로 축구 선수가 되기 위해 가출한 뒤 수도인 테헤란으로 이주했다.
그 후 2007년 바흐다트 FC 유소년팀에서 처음으로 축구를 시작해 2008년부터 2016년까지 나프트 테헤란 유소년팀에서 활동했다.

## 선수 경력

### 클럽
나프트 테헤란 유소년팀에서 활동 중이던 2010년 성인팀 입단을 통해 프로에 정식 입문한 뒤 2013-14 시즌부터 2015-16 시즌까지 팀의 주전 골키퍼로 공식전 84경기를 소화하며 2시즌 연속 페르시안 걸프 프로리그 3위(2013-14, 2014-15), 2014-15년 하즈피 컵 준우승 등에 일조하며 2014-15 리그 올해의 팀, 2014-15 리그 최우수 골키퍼에 선정되었다.
그 후 2015-16 시즌을 마친 후 같은 리그의 명문팀인 페르세폴리스 FC로 이적하여 2019-20 시즌까지 공식전 131경기 76번의 클린시트를 기록하며 팀의 리그 4연패(2016-17, 2017-18, 2018-19, 2019-20), 2018-19년 하즈피 컵 우승, 이란 슈퍼컵 3연패(2017, 2018, 2019), 2018년 AFC 챔피언스리그 준우승에 큰 공을 세웠으며 이에 힘입어 3시즌 연속 리그 최우수 골키퍼, 3시즌 연속 리그 올해의 팀, 2018년 AFC 챔피언스리그 준결승 1차전 MVP, 팬 선정 베스트 11, 옵타 스포츠 선정 베스트 11, 2019년 올해의 이란 축구 선수에 선정되는 등 전성기를 구가했다.
2019-20 시즌을 마치고 벨기에 퍼스트 디비전 A 소속팀인 로열 앤트워프로 이적하며 유럽 무대로 진출했고 2020-21 시즌 공식전 12경기에 출전한 뒤 2021-22 시즌 개막을 앞두고 포르투갈 프리메이라리가의 보아비스타 FC로 임대 이적했다.

### 국가대표팀
이란 U-19 대표팀의 일원으로 2010년 AFC U-19 챔피언십에 출전하여 예멘과의 조별리그 최종전에서 2-0 승리를 이끌긴 했지만 팀은 D조 3위로 조별리그에서 탈락했고 이후 이란 U-23 대표팀 소속으로 2014년 AFC U-22 챔피언십 예선에 출전하여 팀의 본선행에 일조했다.
그 뒤 2014년 4월 당시 카를로스 케이로스 감독이 이끌던 이란 성인대표팀에 첫 합류한 후 2014년 12월 30일 2015년 AFC 아시안컵 본선 최종 엔트리에 이름을 올렸고 이듬해인 2015년 1월 4일 아시안컵 본선을 닷새 앞두고 열린 이라크와의 평가전에서 국제 A매치 데뷔전을 치렀다.
그리고 괌과의 2018년 FIFA 월드컵 아시아 지역 2차 예선에서 비자 문제로 입국하지 못한 알리레자 하기기 골키퍼를 대신해 골문을 지켰으나 상대팀 공격수인 딜런 나푸티와의 경합 과정에서 태클을 걸면서 다이렉트 퇴장을 당하는 수모를 겪기도 했지만 이후로는 안정감 있는 경기력을 보여주었고 특히 2018년 FIFA 월드컵 아시아 지역 3차 예선에서는 10경기에서 단 2실점에 그치는 놀라운 선방력으로 이란의 2회 연속 월드컵 본선 진출에 기여했다.
그 후 본선에서도 이란 대표팀의 주전 골키퍼로 낙점되어 모로코와의 D조 조별리그 첫 경기에서 팀이 경기력에서 밀렸음에도 2개의 결정적인 선방을 해내면서 20년만의 월드컵 본선 승리를 이끌었고 2010년 FIFA 월드컵과 UEFA 유로 2012 우승팀인 스페인, UEFA 유로 2016 우승팀인 포르투갈을 상대로도 전혀 밀리지 않는 대등한 경기력으로 맞섰으며 특히 포르투갈과의 최종전에서 상대팀 에이스이자 주장인 크리스티아누 호날두의 페널티킥을 막아내며 팀의 1-1 무승부를 이끌어냈다.
그리고 이듬해에 열린 2019년 AFC 아시안컵에서도 주전 골키퍼로 중국과의 8강전까지 무실점의 맹활약을 펼치며 2004년 AFC 아시안컵 3위 이후 15년만의 아시안컵 준결승 진출을 견인했지만 일본과의 준결승전에서 미나미노 다쿠미, 오사코 유야, 하라구치 겐키에게 연속골을 얻어맞고 무너지며 1976년 AFC 아시안컵 우승 이후 43년만의 아시안컵 결승 진출은 끝내 좌절되고 말았다.
그로부터 2년 후인 2021년 10월 12일 대한민국과의 2022년 FIFA 월드컵 아시아 지역 3차 예선 A조 4차전에서 상대팀 에이스 손흥민에 선제골을 헌납했지만 막바지에 나상호의 기습적인 슈팅을 엄청난 반사신경으로 막아내며 팀의 무승부를 이끌어냈다.
또한 이 뿐만 아니라 팀이 0-1로 지고 있던 후반전 당시 페널티 박스 안에서 공을 잡은 후 대한민국팀 수비 진영으로 무려 61.66m의 장거리 원 스로우를 날리며 이 부문 기네스북에 등재되는 영예를 안았다.

## 수상

### 클럽
나프트 테헤란
- 페르시안 걸프 프로리그 : 3위 (2013-14, 2014-15)
- 하즈피 컵 : 준우승 (2014-15)

페르세폴리스 FC
- 페르시안 걸프 프로리그 : 우승 (2016-17, 2017-18, 2018-19, 2019-20)
- 하즈피 컵 : 우승 (2018-19)
- 이란 슈퍼컵 : 우승 (2017, 2018, 2019)
- AFC 챔피언스리그 : 준우승 (2018)

### 국가대표팀
이란 축구 국가대표팀
- AFC 아시안컵 : 준결승 (2019)

### 개인
- 페르시안 걸프 프로리그 올해의 최우수 골키퍼 : 2014-15, 2016-17, 2017-18, 2018-19
- 페르시안 걸프 프로리그 올해의 팀 : 2014-15, 2016-17, 2017-18, 2018-19
- AFC 챔피언스리그 이주의 선수 : 2018년 준결승 1차전
- 팬 선정 AFC 챔피언스리그 베스트 11 : 2018[4]
- 옵타 스포츠 선정 AFC 챔피언스리그 베스트 11 : 2018[4]
- 이란 올해의 축구 선수 : 2019
- 아시아 올해의 축구 선수 후보 : 2019
- AFC 아시안컵 드림팀 : 2019[5]
- AFC 축구팬 선정 역대 월드컵 선수 : 2020[6][7]